# فرانز-جوسيف فوجت
فرانز-جوسيف فوجت (بالألمانية: Franz-Josef Vogt)‏ هو لاعب كرة قدم ليختنشتاني في مركز الدفاع، ولد في 30 أكتوبر 1985 في تريسين في ليختنشتاين. شارك مع منتخب ليختنشتاين لكرة القدم. أما مع النوادي، فقد لعب مع FC Balzers ‏.

## وصلات خارجية
- فرانز-جوسيف فوجت على موقع قاعدة بيانات كرة القدم.إي يو (الإنجليزية)
- فرانز-جوسيف فوجت على موقع ناشيونال فوتبول تيمز (الإنجليزية)
- فرانز-جوسيف فوجت على موقع عالم كرة القدم.نت (الإنجليزية)